# Virelangue
Cette page contient des caractères spéciaux ou non latins. S’ils s’affichent mal (▯, ?, etc.), consultez la page d’aide Unicode.
« Fourchelangue » redirige ici. Pour la langue fictive de l'univers de Harry Potter, voir Fourchelang.
Un virelangue, ou casse-langue ou encore  fourchelangue, est une locution ou une phrase à caractère ludique caractérisée par sa difficulté de prononciation ou de compréhension orale, voire les deux à la fois. On parle aussi de trompe-oreilles lorsqu’une phrase est difficile à comprendre et donne l’impression d’être en langue étrangère.

## Origines du terme
Le mot virelangue est un néologisme et un calque du mot anglais tongue-twister (« qui fait tordre la langue »). Mais il désigne un type de jeu de mots lui-même très ancien. Selon Claude Gagnière, le mot virelangue serait une création de 1911 d'Antonin Perbosc qui francisa une expression languedocienne (« la lengo t'a virat » ou « as virolengat », la langue t'a fourché).

## Utilisation des virelangues
Les virelangues peuvent servir d’exercices de prononciation dans l’apprentissage du français langue étrangère, sachant par exemple qu’une phrase contenant beaucoup de j ou mêlant des l et des r sera particulièrement difficile à articuler pour des personnes d’origine asiatique.
Ils sont utilisés également comme exercices de diction par les personnes ayant à parler à voix haute en public (présentateurs, comédiens, etc.).
Certains virelangues sont construits pour amener une personne à dire une obscénité lorsqu’ils sont prononcés plusieurs fois de suite.

### Exemples classiques
- Pour qui sont ces serpents qui sifflent sur vos têtes[4] ? (extrait d’Andromaque)

- Les chemises de l'archiduchesse sont-elles sèches, archisèches ?, chanté par Ray Ventura avec ses « Collégiens » dans Les chemises de l'archiduchesse

- Le virelangue du « chasseur sachant chasser » est un des plus connus en France, mais aussi celui que l'on utilise pour corriger le défaut d'élocution chez les personnes qui zézaient. Il possède de nombreuses variantes, choisies selon la capacité de la personne qui les énonce à les prononcer correctement. Les plus compliquées sont celles qui donnent le meilleur effet, c'est-à-dire celles dont la répétitivité du phonème n'est pas brisée :
  - Un chasseur sachant chasser sait chasser sans son chien.
  - Un chasseur sachant chasser doit savoir chasser sans son chien (répétivité interrompue).

- Combien sont ces six saucissons-ci ? Ces six saucissons-ci sont six sous[5].

- Il était une fois,
Une marchande de foie,
Qui vendait du foie,
Dans la ville de Foix.
Elle se dit ma foi,
C’est la première fois
Et la dernière fois,
Que je vends du foie,
Dans la ville de Foix.

- Il reste treize fraises fraîches[6].

- La chanson Méli Mélodie de Boby Lapointe est quasi exclusivement composée de virelangues. Extrait  :

...Dînant d’amibes amidonnées
Mais même amidonnée l’amibe
Même l’amibe malhabile
Emmiellée dans la bile humide
L’amibe, ami, mine le bide…

### Pour donner l'impression de parler une autre langue
Une phrase comportant des jeux de mots ou des répétitions qui donnent l'impression d'une langue étrangère ou rendent sa compréhension difficile est un trompe-oreilles.
- « Ton thé t'a-t-il ôté ta toux ? »[3]
- « Chat vit rôt. Rôt tenta chat. Chat mit patte à rôt. Rôt brûla patte à chat. Chat lécha patte et quitta rôt. »[1],[3]
- « La pie niche haut, l'oie niche bas, l'hibou niche ni haut ni bas. Où niche l'hibou ? — L'hibou niche là. »[1]
- « Latte ôtée, trou y'a. Latte remise trou y'a plus. »[1]